# Itapiúna
Itapiúna es un municipio brasileño del estado del Ceará. 

## Geografía
Su población estimada en 2004 era de 17.829 habitantes. Por estar localizado en el Macizo de Baturité, este municipio tiene regiones serranas de clima bastante agradable.